# بيتر وير (سياسي)
بيتر وير (بالإنجليزية: Peter Weir)‏ هو محام بالقضاء العالي وسياسي بريطاني، ولد في 21 نوفمبر 1968 في المملكة المتحدة. حزبياً، نشط في الحزب الديمقراطي الاتحادي.

## مناصب
- انتخب عضو الجمعية التشريعية الأولى لأيرلندا الشمالية عن دائرة North Down (Assembly constituency) [الإنجليزية]‏ وقد انضم خلال فترته النيابية ‏ (30 أبريل 2002 – 28 أبريل 2003)  للكتلة البرلمانية الحزب الديمقراطي الاتحادي.
- انتخب عضو الجمعية التشريعية الأولى لأيرلندا الشمالية عن دائرة North Down (Assembly constituency) [الإنجليزية]‏ وقد انضم خلال فترته النيابية ‏ (9 نوفمبر 2001 – 30 أبريل 2002)  للكتلة البرلمانية مستقل.
- في انتخابات الجمعية التشريعية لأيرلندا الشمالية، 1998 [الإنجليزية]‏، انتخب عضو الجمعية التشريعية الأولى لأيرلندا الشمالية عن دائرة North Down (Assembly constituency) [الإنجليزية]‏ وقد انضم خلال فترته النيابية ‏ (25 يونيو 1998 – 9 نوفمبر 2001)  للكتلة البرلمانية حزب ألستر الوحدوي.
- في انتخابات الجمعية التشريعية لأيرلندا الشمالية، 2003 [الإنجليزية]‏، انتخب عضو الجمعية التشريعية الثانية لأيرلندا الشمالية عن دائرة North Down (Assembly constituency) [الإنجليزية]‏ وقد انضم خلال فترته النيابية ‏ (26 نوفمبر 2003 – 30 يناير 2007)  للكتلة البرلمانية الحزب الديمقراطي الاتحادي.
- في انتخابات الجمعية التشريعية لأيرلندا الشمالية،  2007 [الإنجليزية]‏، انتخب عضو الجمعية التشريعية الثالثة لأيرلندا الشمالية عن دائرة North Down (Assembly constituency) [الإنجليزية]‏ وقد انضم خلال فترته النيابية ‏ (9 مارس 2007 – 24 مارس 2011)  للكتلة البرلمانية الحزب الديمقراطي الاتحادي.
- في انتخابات الجمعية التشريعية لأيرلندا الشمالية، 2011 [الإنجليزية]‏، انتخب عضو الجمعية التشريعية الرابعة لأيرلندا الشمالية ‏ عن دائرة North Down (Assembly constituency) [الإنجليزية]‏ وقد انضم خلال فترته النيابية ‏ (6 مايو 2011 – 24 مارس 2016)  للكتلة البرلمانية الحزب الديمقراطي الاتحادي.
- في 2016 Northern Ireland Assembly election [الإنجليزية]‏، انتخب Member of the 5th Northern Ireland Assembly ‏ عن دائرة North Down (Assembly constituency) [الإنجليزية]‏ وقد انضم خلال فترته النيابية ‏ (7 مايو 2016 – 26 يناير 2017)  للكتلة البرلمانية الحزب الديمقراطي الاتحادي.
- في انتخابات جمعية أيرلندا الشمالية 2017 [الإنجليزية]‏، انتخب Member of the 6th Northern Ireland Assembly ‏ عن دائرة Strangford (Assembly constituency) [الإنجليزية]‏ وقد انضم خلال فترته النيابية ‏ (3 مارس 2017 – )  للكتلة البرلمانية الحزب الديمقراطي الاتحادي.
- انتخب وزير التعليم [الإنجليزية]‏ (25 مايو 2016 – ).